# Molophilus cerberus
Molophilus cerberus là một loài ruồi trong họ Limoniidae. Chúng phân bố ở miền Australasia.